# Armor Games
Armor Games ist eine Website mit Sitz in Irvine, Kalifornien, die kostenlose Browserspiele hostet. Gegründet wurde sie 2004 als Games of Gondor von Daniel McNeely. Unter diesem Namen hostete sie Spiele auf Der-Herr-der-Ringe-Basis, wie zum Beispiel Hob the Hobbit oder Battle for Gondor. Seit der Umbenennung in Armor Games 2005 hostet sie Flash-Browserspiele aus verschiedensten Genres und ist zu einem der größten Flash-Portale herangewachsen.
Zusätzlich zum Hosten von Flash-Spielen entwickelt Armor Games auch selbst kostenlose Spiele wie GemCraft, Super Pig oder Warfare 1917, von denen einige wie Follow the Rabbit oder Flight aufgrund ihrer Beliebtheit sogar als Spiel für Apple iOS erschienen. Außerdem ist es Usern möglich, ihre eigenen Spiele einzuschicken. Das Armor Games-Entwicklerteam prüft diese und stellt gute Spiele auf die Website.
PC Magazine listete die Website 2007 unter den „100 besten unbekannten Websites.“
Am 1. Juli 2009 hatte Armor Games einen Alexa Rank unter den weltweit meistbesuchten Websites von 726 bei 43 Millionen Sessions pro Monat. Seither kam es zu einem zuerst langsamen, seit etwa 2013 einem etwas stärkeren Rückgang im Ranking und in den Benutzerzahlen. Am 1. Juli 2017 lag Armor Games auf Rang 3209 bei 13 Millionen Sessions pro Monat.
Armor Games verfügt über ein Forum, in dem sich die Benutzer unterhalten können und betrieb vorübergehend ein Weblog.
Über Armor Games Studios werden seit 2015 auch Indie-Games entwickelt und vertrieben.